# Награда Мића Поповић
Награду за уметност „Мића Поповић“ додељује Фонд за афирмацију стваралаштва из Београд у оним областима у којима је Мића Поповић деловао - сликарству, књижевности, позоришту и филму.
Биографски и стваралачки подаци о Мићи Поповићу били су подстрек да се оснује награда која ће носити његово име а која ће указати на појединце који следе његову критичку активност и као уметника и као ангажованог интелектуалца. Покретачима – Живораду Стојковићу, Борки Божовић и Јовану Деспотовићу, убрзо су се прикључили Вида Огњеновић, Душан Ковачевић, Емир Кустурица, Радослав Петковић, Мило Глигоријевић, Бата Кнежевић, Божо Копривица, Ђорђе Милојевић, Бранко Кецман, Бора Кавгић, Љиљана Ћинкул, Александар Костић, Лана Ђукић као чланови Иницијативног одбора, а потом и сви добитници ове награде. За првог председника Иницијативног одбора изабран је Емир Кустурица на оснивачкој седници 17. децембра 1997. године. Председник Фонда је Љубомир Симовић.
Награда се уручује сваке друге године 12. јуна, на дан рођења Миће Поповића, у Галерији Хаос у Београду.
Награда се додељује под покровитељством Скупштине општине Стари Град - Београд.
Досадашњи добитници
- 1998 Предраг Кораксић Коракс и Данило Бата Стојковић (за животно дело)
- 2000 Душан Оташевић
- 2002 Душан Макавејев
- 2004 Јагош Марковић
- 2006 Љубомир Симовић
- 2008 Мира Ступица
- 2010 Желимир Жилник

Извори
- Јован Деспотовић, Награда за уметност 'Мића Поповић', 10 година Галерије Хаос, Умернички павиљон Цвијета Зузорић, Београд, 2005.